# Samec (potok)
Samec (ukr. Самець) – potok o długości 1,5 km i szerokości 2 m, płynący we wsi Szmańkowce (hromada Zawodśke, rejon czortkowski, obwód tarnopolski) i wpadający do rzeki Niczławka. Potok jest przedstawiony na mapie von Miga z XVIII w.
Na brzegach potoku znajdują się cztery sztuczne stawy i jeden wodospad. Równolegle do potoku ciągnie się ulica Striłka.
Potok ma źródła na zachodnich obrzeżach wsi, płynie na południowy wschód, omijając wieś. Potok przecina ulicę Szewczenki i w pobliżu mostu wpada do Niczławki.

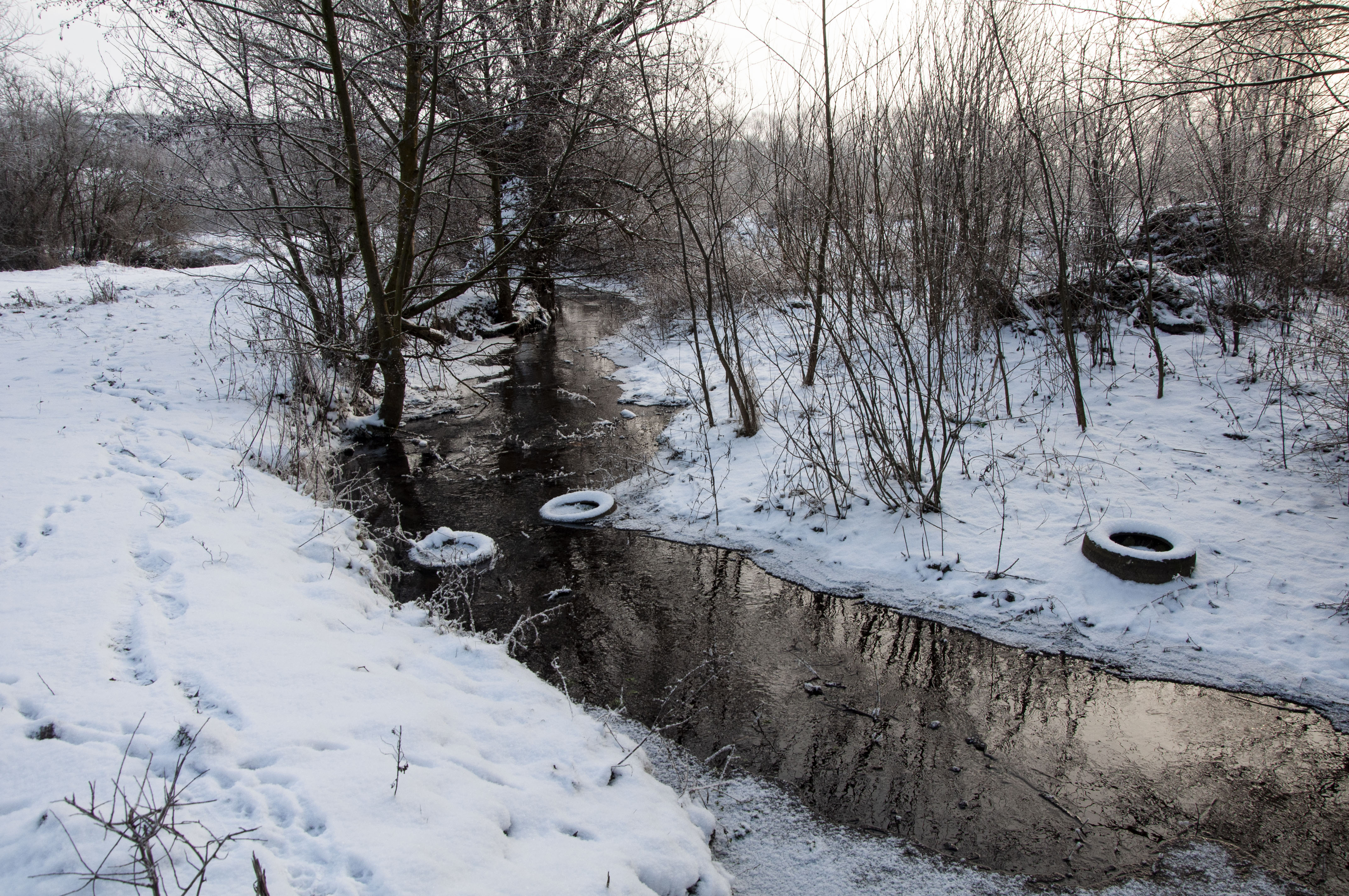
Samec zimą
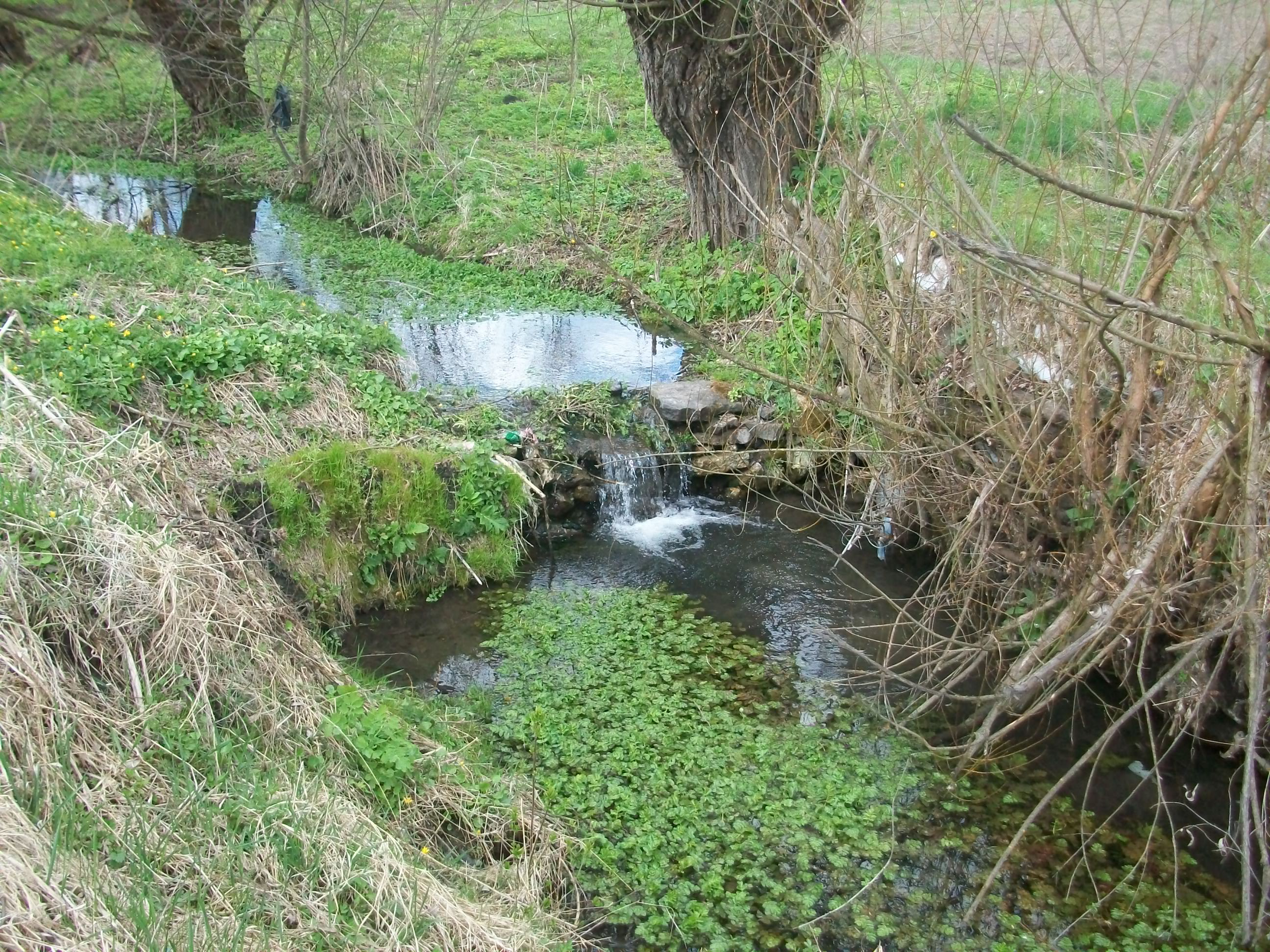
Wodospad
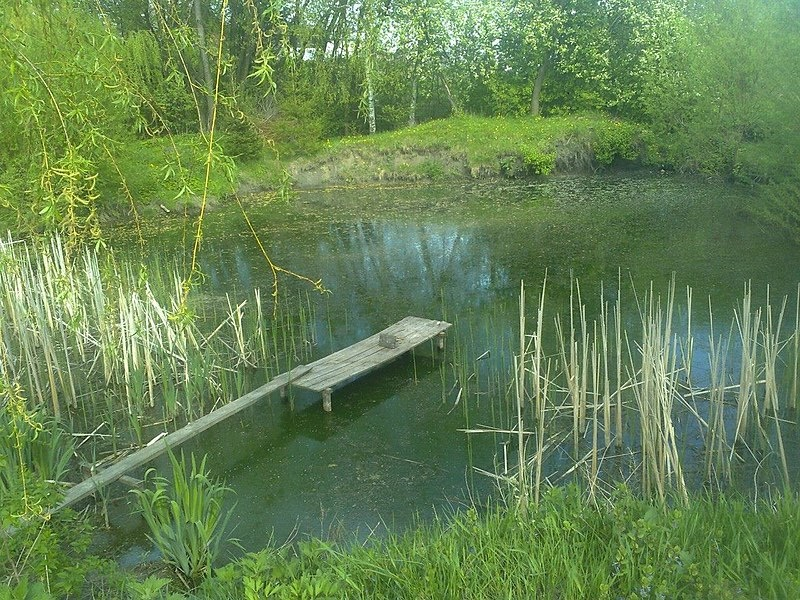
Staw – kładka
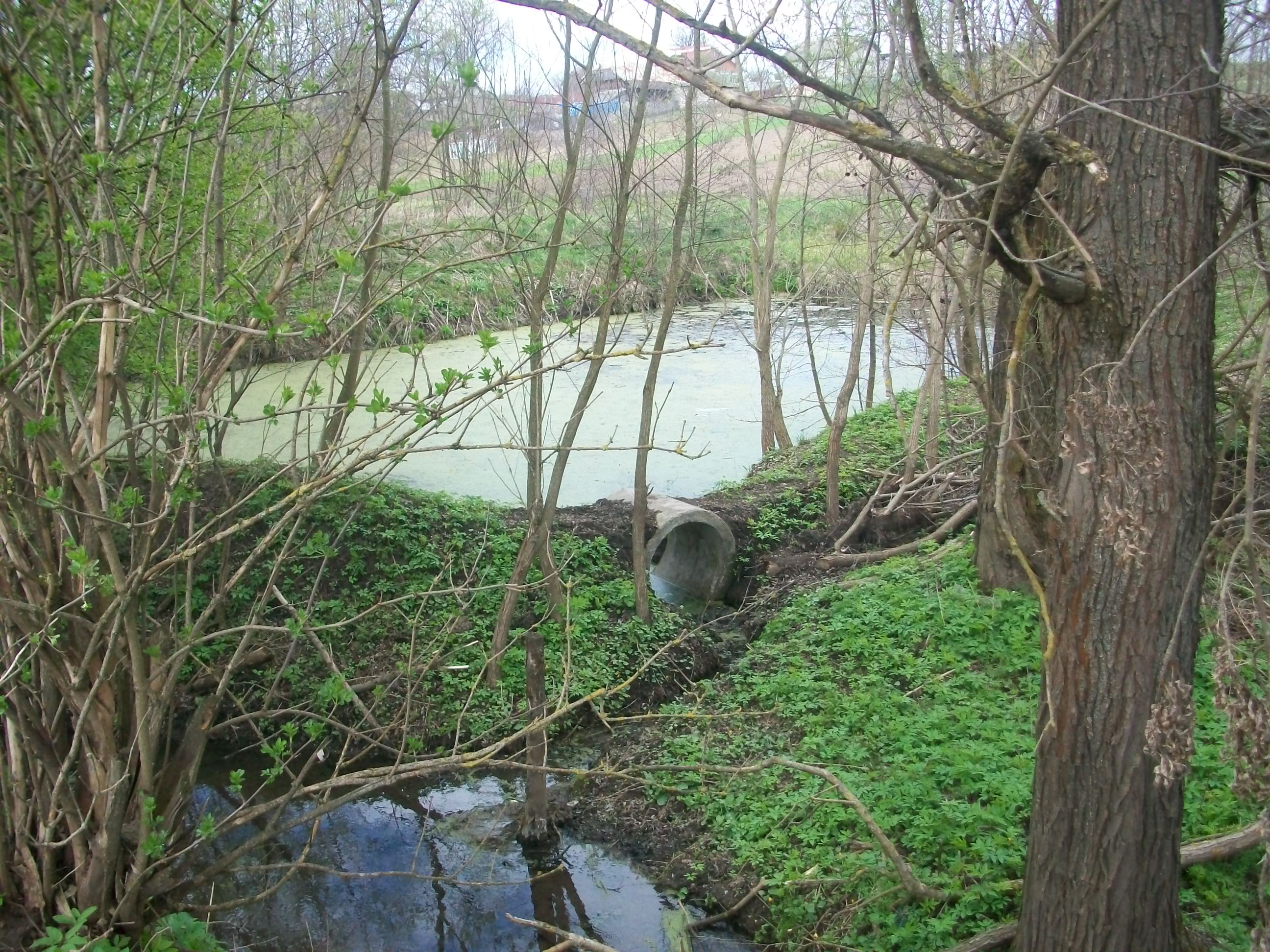
Staw – mostek